# Toy (chanson)
Pour les articles homonymes, voir Toy.
Chansons représentant Israël au Concours Eurovision de la chanson
I Feel Alive
(2017) Home
(2019)
Chansons ayant remporté le Concours Eurovision de la chanson
 Amar pelos dois
(2017)  Arcade
(2019)
Toy (en français : « Jouet ») est une chanson de l'artiste israélienne Netta Barzilai, présentée par Israël au Concours Eurovision de la chanson 2018. Elle est écrite par Doron Medalie et Stav Beger et produite par ce dernier,. Elle est publiée le 11 mars 2018 avec son clip officiel, réalisé par Karen Hochma.
La chanson est révélée en ligne un jour avant sa sortie officielle. Le 12 mai 2018, la chanson permet à son interprète Netta Barzilai de remporter le Concours Eurovision de la chanson 2018 à Lisbonne au Portugal.

## Paroles
Les paroles de la chanson sont principalement en anglais, à l'exception de la phrase en hébreu « אני לא בובה » (ani lo buba, « Je ne suis pas une poupée ») et le mot d'argot « סטפה » (stefa, qui signifie « pile de billets [de banque] »), et font écho au mouvement #MeToo sur le harcèlement sexuel, notamment dans le milieu du travail.
Selon son interprète, la  chanson « porte un message important : le réveil du pouvoir des femmes et la justice sociale, le tout enrobé dans une ambiance festive ».

## Concours Eurovision de la chanson

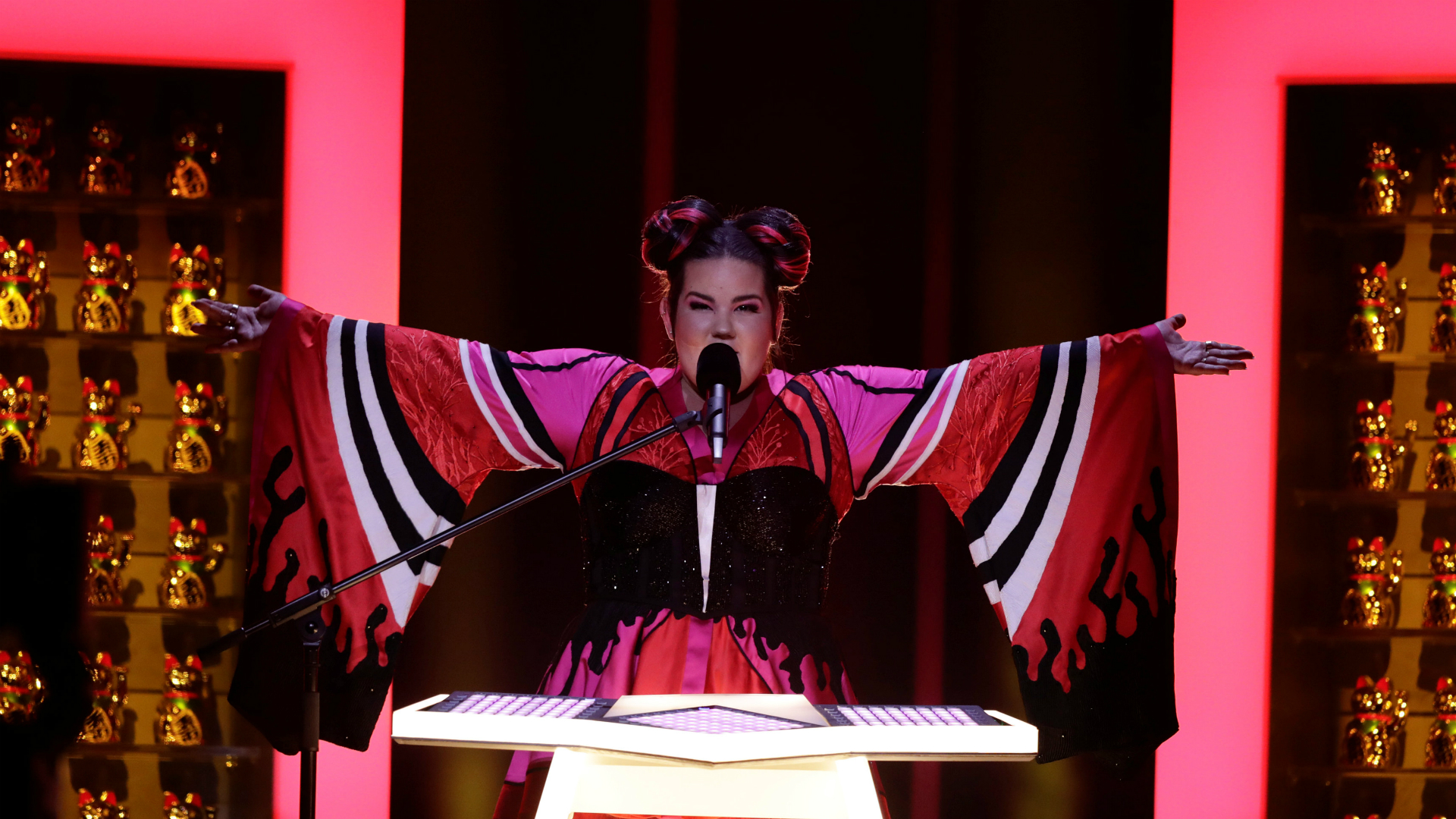
Netta después de haber ganado

### À Lisbonne
Lors de la première demi-finale le 12 mai 2018, Toy est la 7e chanson sur 19 interprétée suivant When We're Old de la Lituanie et précédant Forever de la Biélorussie. Elle se qualifie pour la finale en terminant première parmi les dix chansons les mieux classées.
Toy est la 22e chanson interprétée lors de la finale, après Viszlát nyár de la Hongrie et avant Outlaw in 'Em des Pays-Bas. À l'issue de la soirée, la chanson se classe 1re sur 26 avec 529 points, incluant 212 points des votes des jurys et 317 points des télévotes.

## Parodie deToy
Une humoriste néerlandaise, Sanne Wallis de Vries, crée une parodie de Toy avec des paroles évoquant les violences commises par l'armée israélienne pendant la Marche du retour à Gaza. Cette parodie, diffusée le soir du 20 mai 2018 en fin d'émission consacrée à l'humoriste mise en cause sur la chaîne publique néerlandaise BNNVARA/NPO 1, suscite la colère d'Israël qui dénonce des « allusions antisémites »,.

## Accusations de plagiat
Le groupe Universal Music accuse de plagiat et de violation de copyright les deux compositeurs israéliens de la chanson Toy, Doron Medalie et Stav Berger. Selon le label musical américain, des similitudes troublantes existeraient au niveau du rythme et des harmonies entre Toy et Seven Nation Army des White Stripes, sorti en 2003,.
En février 2019, les compositeurs israéliens acceptent finalement de reconnaître Jack White comme co-auteur de la chanson, et partagent désormais les droits d'auteur avec ce dernier ,. Par ailleurs, Medalie et Berger confient à Universal une partie de la distribution des droits de la chanson sur certains territoires, dans le but de toucher un plus large public.

## Classements
| Classement (2018)                           | Meilleure position |
| ------------------------------------------- | ------------------ |
| Allemagne (Media Control AG)                | 19                 |
| Autriche (Ö3 Austria Top 40)                | 15                 |
| Belgique (Flandre Ultratop 50 Singles)      | 29                 |
| Belgique (Wallonie Ultratip 50)             | 19                 |
| Écosse (OCC)                                | 28                 |
| Espagne (PROMUSICAE)                        | 16                 |
| États-Unis (Dance Club Songs)               | 16                 |
| États-Unis (Dance/Electronic Digital Songs) | 46                 |
| Finlande (Suomen virallinen lista)          | 10                 |
| France (SNEP)                               | 16                 |
| Grèce Digital Singles (IFPI)                | 12                 |
| Hongrie (Mahasz Stream Top 40)              | 36                 |
| Irlande (IRMA)                              | 63                 |
| Israël (Media Forest)                       | 1                  |
| Norvège (VG-lista)                          | 19                 |
| Pays-Bas (Single Top 100)                   | 60                 |
| Tchéquie (IFPI Singles Digitál)             | 88                 |
| Royaume-Uni (UK Singles Chart)              | 49                 |
| Suède (Sverigetopplistan)                   | 5                  |
| Suisse (Schweizer Hitparade)                | 34                 |